# Bảo Đại
Bảo Đại, Nguyễn Phúc Vĩnh Thụy (ur. 22 października 1913 w Hue, zm. 30 lipca 1997 w Paryżu) – ostatni cesarz Wietnamu.

## Życiorys
Wstąpił na tron 8 stycznia 1926 przyjmując imię Bảo Đại. Przed 1942 jego władza poddana była kontroli francuskiej, następnie japońskiej. Pod naciskiem sił rewolucyjnych 30 sierpnia 1945 uroczyście abdykował. W latach 1946–1949, jako zwykły obywatel został członkiem parlamentu i doradcą rządu Hồ Chí Minha.
W 1949 został szefem profrancuskiego rządu Wietnamu, a wkrótce potem przywrócono mu tytuł głowy państwa (wiet. Quốc trưởng). Jego rola jako głowy państwa miała charakter marionetkowy. Po upadku Francuzów i podziale kraju, w wyniku przeprowadzonego w 1955 referendum, został ponownie zmuszony do abdykacji. Od tej chwili przebywał na emigracji, nie odgrywając już żadnej roli politycznej.